# Кованик
Кованик или окованик је врста украсног појаса и део српске народне ношње. Овај појас је углавном прављен од коже на чијем је предњем делу био каиш са коваником или кованицама од метала, украшен различитим украсима и камењем. 
Кованик је већ у другој половини 19. века изобичајен и јако је ретко ношен. Знамо да се носио у околини Ужица и да су га носиле и жене и млађе девојке. Сличан појас био је у употреби и у старовлашким селима ближим Старој Србији, а такође кованик се носио и у околини Новог Пазара, у Штавици и на Сјеничко-пештерској висоравни, чак до почетка 20. века.
Према опису кованика из околине Ужица не може се поуздано рећи да ли је реч о појасу кованику из Рашких области или о тешким кожним појасима, који су били оковани тучаним или сребрним, некада чак и позлаћеним, пуцима, унутра са карнеолима, који су били карактеристични за динарске крајеве Црне Горе, Херцеговине и Далмације. Имајући у виду да су ужички округ и Стари Влах насељавали досељеници из области Рашке и из динарских крајева, па се једна врста кованика могла пренети у ужички крај и на овај начин, што свакако не доказује да они нису били познати од раније у овом крају. 
Појас кованик се носио и на Косову и Метохији, а посебно су га као украс носиле невесте. Архивирано на веб-сајту  (8. јун 2022)